# Hakoah Amidar Ramat Gan
Hakoah Amidar Ramat Gan (Hebreeuws: מועדון כדורגל הכח מכבי עמידר רמת גן) is een Israëlische voetbalclub uit Ramat Gan.
In 1938 werd de club Hakoah Tel Aviv opgericht, dit door spelers van Hakoah Wien die naar Palestina emigreerden. In 1959 fuseerde de club met Maccabi Ramat Gan en werd bekend als Hakoah Maccabi Ramat Gan. De club was vrij sterk in de jaren 60 en 70 en haalde 2 landstitels binnen.
In de jaren 80 ging het slechter met de club en eind jaren 80 degradeerde Hakoah. In 1994 was de club betrokken bij een omkoopschandaal en kreeg een boete, puntenmindering en mocht geen buitenlandse spelers aantrekken. Vanaf 2000 ging het echt slecht na financieel wanbeleid en in 2002 degradeerde de club naar de 3de klasse en was op sterven na dood toen de fans net op tijd geld inzamelden voor de club.
De club stabiliseerde zich in 2003 en keerde terug naar de 2de klasse. In 2005 fuseerde de club opnieuw, dit keer met een klein, maar welvarend team dat ook uit Ramat Gan kwam, Maccabi Ramat Amidar. Deze unie introduceerde geel in de clubkleuren. In 2006 werd de club vicekampioen in de 2de klasse en promoveerde na 21 jaar opnieuw naar de hoogste klasse. In 2009 degradeerde de club naar de Liga Leumit. In 2015 zakte de club naar het derde niveau, de Liga Alef.

## Erelijst
- Landskampioen

1965, 1973
- Beker van Israël

Winnaar: 1969, 1971
Finalist: 1973

## Eindklasseringen vanaf 2000
| Seizoen | Competitie     | Niveau | Eindstand | Beker        | Opmerking                                                 |
| ------- | -------------- | ------ | --------- | ------------ | --------------------------------------------------------- |
| 1999/00 | Liga Leumit    | II     | 6         | 8e ronde     |                                                           |
| 2000/01 | Liga Leumit    | II     | 5         | 8e ronde     |                                                           |
| 2001/02 | Liga Leumit    | II     | 7         | 8e finale    | vrijwillige degradatie i.v.m. financiële problemen        |
| 2002/03 | Liga Artzit    | III    | 1         | 8e ronde     |                                                           |
| 2003/04 | Liga Leumit    | II     | 8         | 8e ronde     |                                                           |
| 2004/05 | Liga Leumit    | II     | 5         | kwartfinale  |                                                           |
| 2005/06 | Liga Leumit    | II     | 2         | kwartfinale  |                                                           |
| 2006/07 | Ligat Ha'Al    | I      | 11        | 9e ronde     |                                                           |
| 2007/08 | Liga Leumit    | II     | 1         | kwartfinale  | Liga-topscorer ex aequo Muhammed Kiyal (13)               |
| 2008/09 | Ligat Ha'Al    | I      | 11        | halve finale | pd-wedstrijden > Maccabi Ahi Nazareth: 1-2 (U) / 1-2 (T)  |
| 2009/10 | Liga Leumit    | II     | 11        | 8e ronde     |                                                           |
| 2010/11 | Liga Leumit    | II     | 14        | 8e ronde     | pd-wedstrijden > Maccabi Kabilio Jaffa: 1-2 (U) / 1-1 (T) |
| 2011/12 | Liga Leumit    | II     | 13        | 7e ronde     |                                                           |
| 2012/13 | Liga Leumit    | II     | 11        | 7e ronde     |                                                           |
| 2013/14 | Liga Leumit    | II     | 13        | 7e ronde     |                                                           |
| 2014/15 | Liga Leumit    | II     | 16        | 7e ronde     |                                                           |
| 2015/16 | Liga Alef-Zuid | III    | 13        | 8e ronde     |                                                           |
| 2016/17 | Liga Alef-Zuid | III    | 6         | 6e ronde     |                                                           |
| 2017/18 | Liga Alef-Zuid | III    | 10        | 5e ronde     |                                                           |
| 2018/19 | Liga Alef-Zuid | III    | 2         | 8e finale    |                                                           |
| 2019/20 | Liga Alef-Zuid | III    | 4         | 5e ronde     |                                                           |
| 2020/21 | Liga Alef-Zuid | III    | 11        | 5e ronde     |                                                           |
| 2021/22 | Liga Alef-Zuid | III    | 9         | --           |                                                           |
| 2022/23 | Liga Alef-Zuid | III    | .         |              |                                                           |